# За родной язык!
«За родной язык!» (латыш. Par dzimto valodu!), до 2012 года «Движение 13 января» (латыш. 13. janvāra kustība) — бывшая политическая партия в Латвии. Основана в 2009 году Владимиром Линдерманом.
В феврале 2016 г. суд Курземского района Риги принял решение ликвидировать партию по иску Бюро по предотвращению и борьбе с коррупцией.

## История
Партия «За родной язык» («ЗаРЯ») была создана в 2012 году на основе существовавшей с 2009 года партии «Движение 13 января». На съезде партии «Движение 13 января» было принято решение переименовать её в партию «За родной язык» в связи с тем, что главным делом этой политической силы стало проведение референдума о присвоении русскому языку статуса государственного. Лидером партии стал Владимир Линдерман, членами правления стали Евгений Осипов и Илларион Гирс.
На референдуме 18 февраля 2012 года за русский язык проголосовало 273 тыс. человек, однако этого оказалось недостаточно для принятия предлагаемых поправок. После референдума партия инициировала ряд общественных акций в защиту русскоговорящего населения Латвии и неграждан страны, лишённых права на подданство решением Верховного Совета Латвийской Республики 15 октября 1991 года.
Партия участвовала в местных выборах 2013 года, но не получила мест ни в одном самоуправлении. В Риге результат партии составил 0,34 %.

## Политические акции
За время своей деятельности партия «ЗаРЯ» отметилась рядом акций, вылившихся в резонансные судебные процессы.

### Линдерман против Вике-Фрейберги
Первым процессом с участием лидеров партии стал иск Владимира Линдермана о компенсации морального ущерба, нанесенного ему экс-президентом Латвии Вайрой Вике-Фрейбергой во время интервью газете Latvijas avīze и ее порталу, на сумму 5 тысяч латов (более 7 тысяч евро). Иск был первоначально не принят к рассмотрению судом Центрального района, однако Рижский окружной суд отменил это решение и 11 июля 2012 года потребовал рассмотреть иск.
Илларион Гирс, защищавший истца в суде, обвинил экс-президента в «демонизации честного борца за равноправие», поскольку в своем интервью она утверждала, что Владимир Линдерман опасный для общества элемент, что он является экстремистом и что он был задержан с агитационными материалами против суверенитета ЛР. Согласно статье 2352 прим Гражданского закона, в суде Фрейберга должна доказать правдивость своего утверждения во всех трёх частях, однако это не было сделано.
Защита экс-президента настаивала на том, что Вике-Фрейберга не оклеветала истца, а «выразила мнение», что не может быть наказано в рамках гражданского процесса.
Судебный процесс в суде Центрального района Риги был знаменателен тем, что Гирс явился на заседание в пиджаке с октябрятской звёздочкой на лацкане и гербом СССР на пуговицах. Он также настоял на своём праве выступать в латвийском суде на русском языке.

### «ЗаРЯ» против Борданса
Летом 2012 года на сайте латвийского Министерства юстиции было опубликовано сообщение, в котором партию «За родной язык!» и ее лидеров министр Янис Борданс назвал прямой угрозой демократии, обвинил в разжигании ненависти и антиконституционной деятельности. Партия не оставила это заявление незамеченным и потребовала отзыва опубликованных утверждений, а также компенсации морального ущерба в размере одного лата. Такая формальная сумма компенсации должна была подчеркнуть, что моральная ценность дела выше денег.
Борданс выиграл дело в суде первой инстанции, однако суд второй инстанции встал на сторону «ЗаРЯ». Это решение вступило в законную силу, несмотря на попытку оспорить его в кассационном порядке.

### Конференция в Латгалии
В 2012 году партия «За родной язык!» провела научную конференцию «Автономия Латгалии: политический, правовой, экономический, историко-культурный аспекты». Полиция Безопасности сочла, что это является проявлением деятельности по подрыву территориальной целостности Латвии. Илларион Гирс, давая пояснения по делу, сослался на резолюцию парламентской ассамблеи Совета Европы, где сказано, что автономия — это не форма сепаратизма, а оптимальная форма решения межнациональных конфликтов, которые должны решаться на базе рамочной конвенции защиты прав национальных меньшинств. Он также напомнил, что партия поддерживает движение жителей Латгалии за автономию своего региона в составе ЛР и то, что латгальский и русский языки должны иметь официальный статус на территории Латгалии.